# Gruppetænkning
Gruppetænkning er et psykologisk fænomen der kan optræde i grupper af mennesker, hvis behov for harmoni og konformitet kan føre til, at gruppen  træffer ufornuftige og belastende beslutninger. I en sådan gruppe kan behovet for samhørighed få gruppens medlemmer til at enes for enhver pris. Herved opnås, at beslutninger træffes uden konflikter, men til gengæld også uden nogen kritisk vurdering.